# Discestra dalmatina
Discestra dalmatina är en fjärilsart som beskrevs av Leo Schwingenschuss 1926. Discestra dalmatina ingår i släktet Discestra och familjen nattflyn. Inga underarter finns listade i Catalogue of Life.